# إبراهيم عبد المجيد
إبراهيم عبد المجيد (مواليد 2 ديسمبر 1946)، هو كاتب وروائي وقاص مصري. من أشهر أعماله «ثلاثية الإسكندرية»: لا أحد ينام في الإسكندرية، وطيور العنبر، والسحب فوق الإسكندرية. وقد تمت ترجمة هذه إلى الإنجليزية والفرنسية.

## نشأته ومسيرته الوظيفية
ولد إبراهيم عبد القوي عبد المجيد خليل في 2 ديسمبر سنة 1946 في مدينة الإسكندرية، حصل على ليسانس الفلسفة من كلية الآداب جامعة الإسكندرية عام 1973. في نفس العام رحل إلى القاهرة ليعمل في وزارة الثقافة، تولى الكثير من المناصب الثقافية منها اختصاصي ثقافي بالثقافة الجماهيرية في الفترة من عام 1976 حتى عام 1980، ومستشار بإدارة المسرح بالثقافة الجماهيرية في الفترة من عام 1980 حتى عام 1985، مستشار بهيئة الكتاب في الفترة من عام 1989 حتى عام 1991، ومدير عام إدارة الثقافة العامة بالثقافة الجماهيرية في الفترة من عام1989 حتى عام 1995، ورئيس تحرير سلسلة كتابات جديدة بالهيئة المصرية العامة للكتاب في الفترة من عام 1995 حتى عام 2001، ومدير عام مشروع أطلس الفولكلور بالثقافة الجماهيرية حاليًا.

## أعماله
أصدر إبراهيم عبد المجيد عده روايات، منها «ليلة العشق والدم»، «البلدة الأخرى»، «بيت الياسمين»، «لا أحد ينام في الإسكندرية»، «طيور العنبر»، و «الإسكندرية في غيمه»، كذلك نشرت له خمس مجموعات قصصية وهم «الشجر والعصافير»، «إغلاق النوافذ»، «فضاءات»، «سفن قديمة»، «وليلة انجينا».
وقد ترجمت روايته «البلدة الأخرى» إلى الإنكليزية والفرنسية والألمانية. كما ترجمت روايته «لا أحد ينام في الإسكندرية» إلى الإنجليزية والفرنسية، و«بيت الياسمين» إلى الفرنسية.

## الجوائز
حصل إبراهيم عبد المجيد على عدد من الجوائز الهامة منها:
- جائزة نجيب محفوظ للرواية من الجامعة الأمريكية بالقاهرة عن «البلدة الأخرى» عام 1996م.
- جائزة معرض القاهرة الدولي للكتاب لأحسن رواية عن «لا أحد ينام في الإسكندرية» عام 1996م.
- جائزة الدولة للتفوق في الآداب من المجلس الأعلى للثقافة عام 2004م.
- جائزة الدولة التقديرية في الآداب من المجلس الأعلى للثقافة عام 2007م.
- جائزة كتارا للرواية العربية عن فئة الروايات المنشورة عن روايته (أداجيو) عام 2015م.[5]
- جائزة النيل (2022).[6]

## مؤلفات
- في الصيف السابع والستين. (رواية)
- المسافات. (رواية)
- ليلة العشق والدم. (رواية)
- الصياد واليمام. (رواية)
- بيت الياسمين. (رواية)
- البلدة الأخرى. (رواية)
- قناديل البحر. (رواية)
- لا أحد ينام في الأسكندرية. (رواية)
- طيور العنبر. (رواية)
- برج العذراء (رواية)
- مشاهد صغيرة حول سور كبير (مجموعة).
- إغلاق النوافذ (مجموعة).
- سفن قديمة (مجموعة).
- مذكرات عبد أمريكي (ترجمة).
- غواية الأسكندرية (كتاب).
- شهد القلعة.
- 2005: رواية عتبات البهجة
- 2009: رواية في كل أسبوع يوم جمعة
- 2013: رواية الإسكندرية في غيمة
- 2014: رواية هنا القاهرة
- 2017: رواية قطط العام الفائت
- 2018: رواية قبل أن أنسى أني كنت هنا
- 2019: رواية السايكلوب
- 2019: رواية أداجيو
- 2020: رواية العابرة
- 2020: رواية الهروب من الذاكرة
- 2024: رواية قاهرة اليوم الضائع[7]
- 2025: سامح الفؤاد (رواية).[8]

## وصلات خارجية
- إبراهيم عبد المجيد على موقع أرشيف الشارخ.

إبراهيم عبد المجيد هزم في العشرين، محمد خير، الأخبار اللبنانية (نسخة محفوظة 22 نوفمبر 2007 على موقع واي باك مشين.)
الموقع الرسمي للكاتب إبراهيم عبد المجيد
إبراهيم عبد المجيد: مراثي الإسكندرية (نسخة محفوظة 24 أغسطس 2016 على موقع واي باك مشين.)